# Лоуни
Ло́уни, Ло́уны (чеш. Louny [ˈloʊ̯nɪ]), бывш. Лаун (нем. Laun) — город на северо-западе Чешской Республики, в Устецком крае. Является административным центром района Лоуни. Население — 18 989 человек (2009).

## История
Первое письменное упоминание о Лоуни относится к 1115 году, когда поселение принадлежало монастырю в Кладруби. В правление Пржемысла Оттокара II Лоуни, расположенные в километре к востоку от первоначального поселения, получает статус королевского города. Благодаря важному положению на дороге из Праги в Германию, город начинает процветать. На период правления династии Люксембургов приходится пик расцвета города: развиваются ремёсла, сельское хозяйство, виноделие. Во время Гуситских войн Лоуни объединились с соседним Жатцем в борьбе против императорских войск.
После разрушительного пожара 1517 года город был восстановлен. Была построена церковь Св. Николая придворным архитектором Бенедиктом Рейтом. Приобрела известность муниципальная школа. Во время антигабсбургского восстания Лоуни поддержали повстанцев. После Тридцатилетней войны значение города снизилось.
В середине XIX века Лоуни стали окружным центром. В течение XIX века и в 1960-х — 70-х годах многие здания исторического центра были снесены: исчезла ратуша, городские ворота, многие здания эпохи Ренессанс.

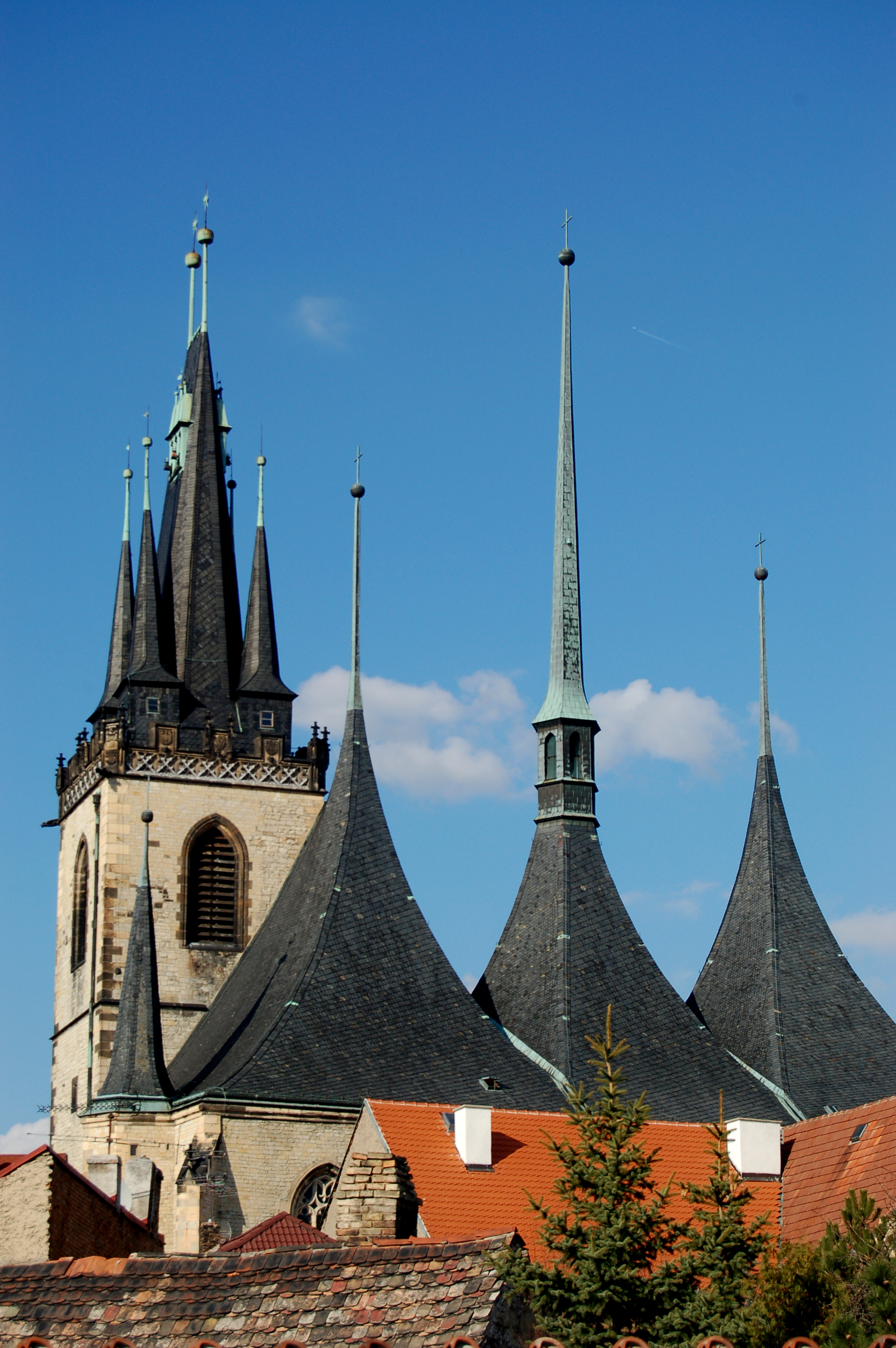
Храм Святого Николая

В 1872—1904 годах Лоуни становятся железнодорожным узлом.
После расчленения нацистами Чехословакии Лоуни оказались на территории протектората Богемии и Моравии. После Второй мировой войны город становится центром промышленного производства.

## Достопримечательности
- Храм Святого Николая (XVI век)
- Жатецкие ворота (XV век)
- Городской музей, экспозиция посвящена Гуситским войнам

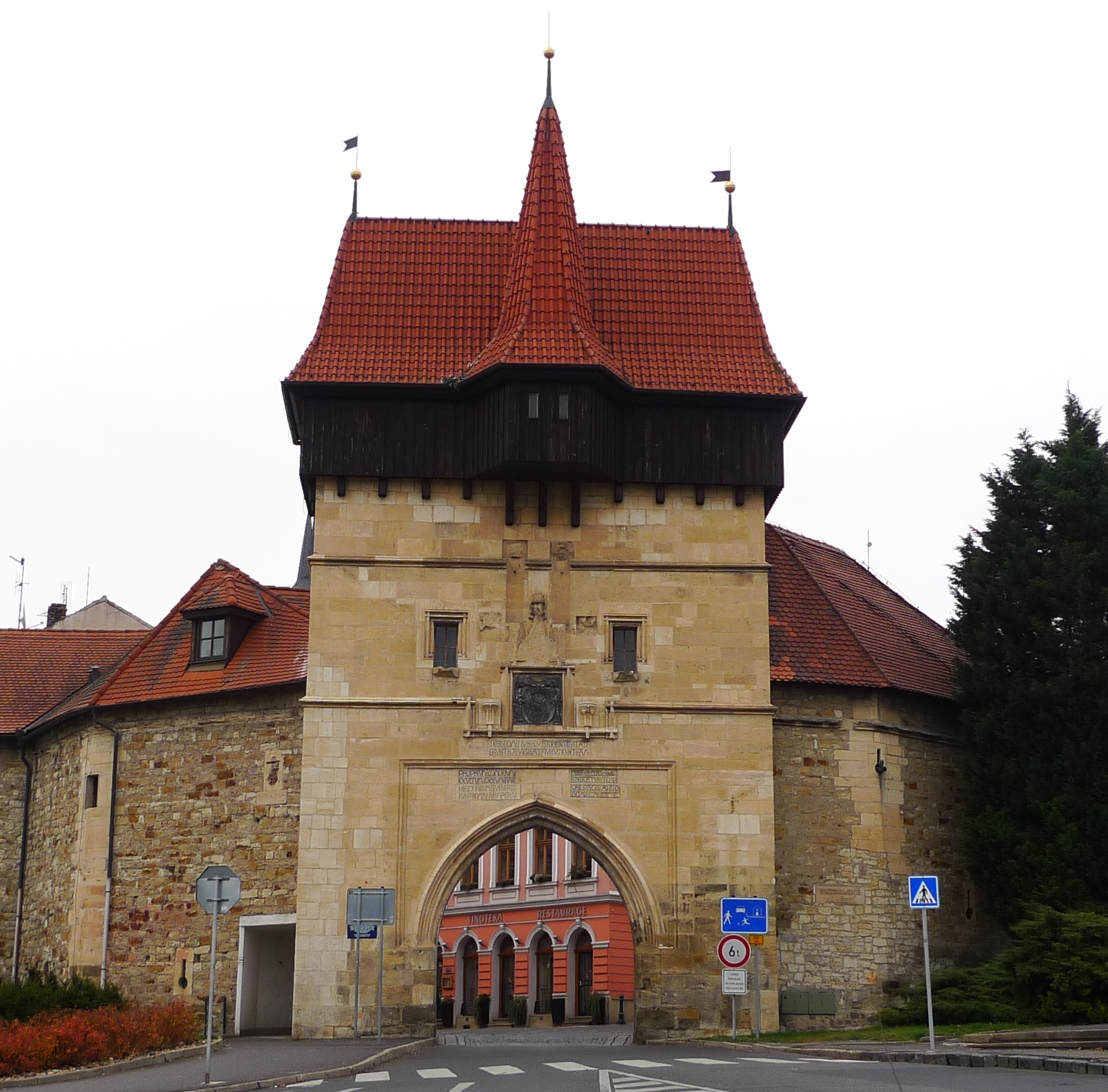
Жатецкие ворота

## Население
| Год  | Численность | Численность |
| ---- | ----------- | ----------- |
| 1869 | 4260        | [ 7 ]       |
| 1880 | 5561        | [ 3 ]       |
| 1890 | 19 639      | [ 3 ]       |
| 1900 | 10 212      | [ 3 ]       |
| 1910 | 11 484      | [ 3 ]       |
| 1921 | 12 266      | [ 7 ]       |
| 1930 | 11 896      | [ 3 ]       |
| 1950 | 11 956      | [ 3 ]       |
| 1961 | 12 537      | [ 7 ]       |
| 1970 | 13 452      | [ 7 ]       |
| 1980 | 17 543      | [ 7 ]       |
| 1991 | 20 812      | [ 7 ]       |
| 2001 | 19 639      | [ 7 ]       |
| 2011 | 18 121      | [ 7 ]       |
| 2014 | 18 476      | [ 8 ]       |
| 2016 | 18 407      | [ 9 ]       |
| 2017 | 18 501      | [ 10 ]      |
| 2018 | 18 446      | [ 11 ]      |
| 2019 | 18 351      | [ 12 ]      |
| 2020 | 18 313      | [ 13 ]      |
| 2021 | 18 156      | [ 14 ]      |
| 2022 | 17 760      | [ 15 ]      |
| 2023 | 18 121      | [ 16 ]      |
| 2024 | 18 053      | [ 5 ]       |

## Города-побратимы
- Барендрехт, Нидерланды (1990)[17]
- Вене-ле-Саблон[вд], Франция (14 июля 2004)[18]
- Лученец, Словакия (1995)[19]
- Суздаль, Россия[20]
- Чопау, Германия (4 мая 1972)[21]